# Branko Brnović

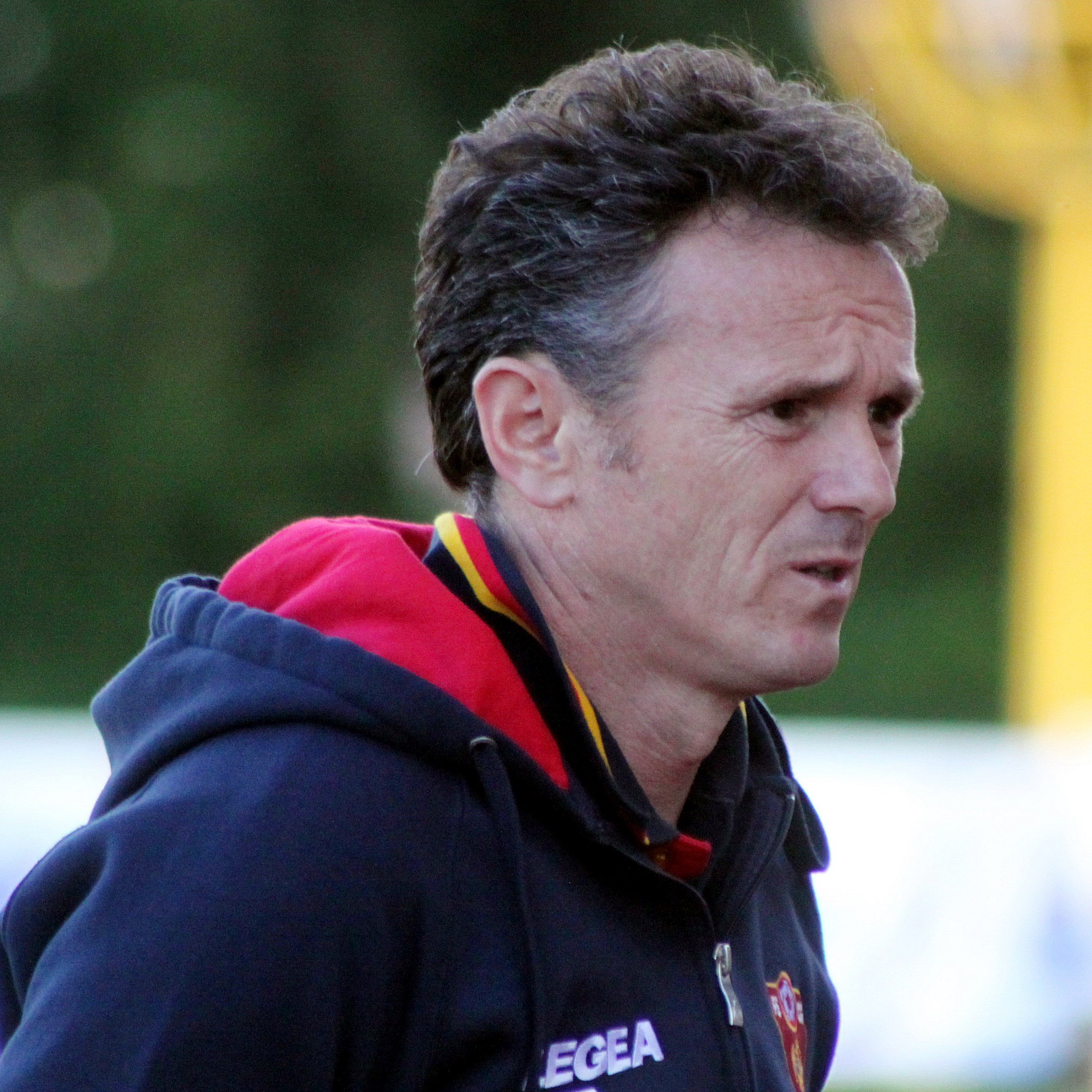
Em 2014, como técnico de Montenegro.

Branko Brnović (Podgorica, então chamada Titogrado, 8 de agosto de 1967) é um ex-futebolista montenegrino que atuava como lateral-direito.

## Carreira

### Título mundial sub-20
Foi um das membros mais ilustres da Iugoslávia vencedora da Copa do Mundo FIFA Sub-20 de 1987. Mesmo defensor, mostrava-se essencial nas jogadas ofensivas, chegando a marcar gol (sobre a Austrália, na fase de grupos) e fornecer ao menos uma assistência (nas semifinais, contra a Alemanha Oriental, no lance do segundo gol iugoslavo). Na final, contra a Alemanha Ocidental, foi um dos encarregados de cobrar na decisão por pênaltis, convertendo o seu.
Chegou a estrear pela seleção adulta ainda antes da Copa do Mundo FIFA de 1990, embora acabasse de fora da convocação final; quem fez-se presente foi Dragoljub Brnović, irmão mais velho de Branko.

### Partizan e Euro 1992
Brnović foi contratado em 1991 pelo Partizan. Naquele ano, esteve na final da última edição em que a Copa da Iugoslávia reuniu clubes de todas as repúblicas que formavam um país já em processo de desintegração. Na ocasião, Brnović participou de histórico clássico com o Estrela Vermelha. A conquista foi especial ao Partizan também por dar-se contra um arquirrival que em paralelo sagrou-se naquela mesma temporada vencedor da Liga dos Campeões da UEFA.
Em meio a diferentes guerras civis, a Seleção Iugoslava classificou-se à Eurocopa 1992. Diferentemente de 1990, Brnović foi convocado ao torneio, em lista que ainda continha futebolistas eslovenos, macedônios e um bosníaco reunidos a sérvios e montenegrinos. A menos de duas semanas do início do torneio, porém, a UEFA então resolveu atender a recomendação de banimento esportivo por proposto pelas Nações Unidas, substituindo a Iugoslávia pela Dinamarca, que havia ficado em segundo lugar no grupo de ambas nas eliminatórias.

### Na Copa de 1998 por um forte Espanyol
Além da perda da vaga na Eurocopa 1992, as sanções da UEFA e da FIFA à Seleção Iugoslava (já reduzida às repúblicas da Sérvia e de Montenegro) também incluíram a não-inclusão dela nas eliminatórias à Copa do Mundo FIFA de 1994 e à Eurocopa 1996.
Em meio ao boicote dado à seleção, Brnović pôde chegar ainda em 1994 ao Espanyol, vindo por 125 milhões de pesetas como "um semidesconhecido" que "em muito pouco tempo se converteu em peça indispensável para os Camachitos" - conforme trechos de perfil sobre ele publicado em dicionário espanyolista lançado em 2018, referindo-se ao grupo de jogadores treinados por José Antonio Camacho. Ao fim da década, o lateral pôde enfim ir à Copa do Mundo FIFA de 1998 pela Iugoslávia.
No velho estadi de Sarrià, de acordo com o mesmo dicionário, Brnović foi "durante três temporadas o escudeiro perfeito de Francisco. Impecável taticamente e com uns pulmões de aço que lhe permitiam roubar bolas sem parar". Naquele período, os pericos possuíam um elenco dos mais qualificados de sua história, 4º colocado em La Liga de 1995-96 e que chegou a ocupar a mesma colocação em dado momento da temporada seguinte - fazendo o próprio Camacho acabar alçado a técnico da Seleção Espanhola após a Copa de 1998.
O montenegrino fora àquele Mundial ainda como jogador blanquiazul. Porém, nas temporadas seguintes já não manteve o mesmo físico de outrora, parando de jogar em 2000. Havia perdido a titularidade no Espanyol, mas pôde integrar temporada especial: em pleno centenário, o clube venceu a Copa do Rei de 1999-2000, encerrando também jejum de sessenta anos sem títulos de um time que também não frequentava a final desde 1957.

### No Montenegro independente
Após a dissolução da Sérvia e Montenegro, com a independência de Montenegro em 2006, Brnović chegou a voltar provisoriamente a jogar - participando da temporada 2006-07 do clube montenegrino Kom. Ele eventualmente passou a ocupar cargos na Seleção Montenegrina, inclusive como treinador.